# Priscila Retamozo Ramos
Priscila Retamozo Ramos (nacida el 24 de mayo de 1993 en Buenos Aires, Argentina) es una politóloga, especializada en igualdad de género. Coordinadora del proyecto coeducativo “Comando Igualdade” y presentadora y directora de contenidos del videopodcast “Histérikas Histórikas”. Publicó junto a Chis Oliveira “Comando Igualdade. A mocidade facendo a revolución feminista nas aulas” (Catro ventos) y “La revolución feminista en las aulas” (Catarata). Activista feminista, fue galardonada con el Premios Emilia Pardo Bazán no País das Rías en la categoría de Feminismos.

## Trayectoria
Nacida en Buenos Aires, pero afincada en Vigo desde 2003, se graduó en Ciencias Políticas en la Universidad de Santiago de Compostela. Posteriormente realizó el Máster en Igualdad de Género de la Universidad de Málaga. En 2018 inició una estadía como asistente técnica en ONU Mujeres Ecuador. Coordina el proyecto coeducativo Comando Igualdad impulsado por Chis Olivera.
En 2021 publicó junto a Chis Oliveira el libro “Comando Igualdade. A mocidade facendo a revolución feminista en las aulas” (Catro Ventos) y en 2022 “La revolución feminista en las aulas. Comando Igualdad” (Catarata).
Como activista, presenta y dirige los contenidos del videopodcast “Histérikas Histórikas”, premiado en la categoría de programa revelación de los Premios Youtubeiras. Este programa grabado con público en directo y emitido en diversas plataformas consiste en abordar diversas temáticas de actualidad bajo la perspectiva feminista, entrevistando figuras relevantes como Amelia Tiganus, Sara Hebe, Ángela Rodríguez Pam, etc.
En la actualidad trabaja como consultora y formadora especialista en igualdad de género con infancia, adolescencia, profesorado, familias y empresas. Coordina el programa “Canteira da Igualdade” perteneciente a la Escuela Maria Vinyals de la Deputación de Pontevedra. También publica artículos de opinión en el Faro de Vigo y fue galardonada en 2022 con el Premio Emilia Pardo Bazán no País das Rías en la categoría de Feminismo.

## Premios y reconocimientos
- Premio Emilia Pardo Bazán no País das Rías en la categoría de Feminismo (2022)[10]

## Obra
- La revolución feminista en las aulas. Comando Igualdad. (Catarata, 2022) ISBN 978-8413525341
- Comando Igualdade. A mocidade facendo a revolución feminista nas aulas. (Catro Ventos, 2021) ISBN 978-84-122499-7-2